# René Hournon
René Hournon (1905, data de morte desconhecida) foi um ciclista francês que participou dos Jogos Olímpicos de Verão de 1924 em Paris, terminando em quarto lugar na perseguição por equipes de 4 km.